# Bergues-sur-Sambre
Bergues-sur-Sambre és un municipi francès situat al departament de l'Aisne i a la regió dels Alts de França. L'any 2007 tenia 201 habitants.

## Demografia

### Població
El 2007 la població de fet de Bergues-sur-Sambre era de 201 persones. Hi havia 72 famílies de les quals 20 eren unipersonals (4 homes vivint sols i 16 dones vivint soles), 24 parelles sense fills, 20 parelles amb fills i 8 famílies monoparentals amb fills.
La població ha evolucionat segons el següent gràfic:
Habitants censats

### Habitatges
El 2007 hi havia 91 habitatges, 83 eren l'habitatge principal de la família, 2 eren segones residències i 6 estaven desocupats. 89 eren cases i 2 eren apartaments. Dels 83 habitatges principals, 72 estaven ocupats pels seus propietaris, 9 estaven llogats i ocupats pels llogaters i 2 estaven cedits a títol gratuït; 4 tenien dues cambres, 18 en tenien tres, 31 en tenien quatre i 30 en tenien cinc o més. 81 habitatges disposaven pel capbaix d'una plaça de pàrquing. A 45 habitatges hi havia un automòbil i a 32 n'hi havia dos o més.

### Piràmide de població
La piràmide de població per edats i sexe el 2009 era:
| Homes | Edats   | Dones |
| ----- | ------- | ----- |
| 0     | 95 o +  | 0     |
| 0     | 90 a 94 | 0     |
| 4     | 85 a 89 | 8     |
| 0     | 80 a 84 | 0     |
| 0     | 75 a 79 | 4     |
| 4     | 70 a 74 | 0     |
| 12    | 65 a 69 | 0     |
| 0     | 60 a 64 | 8     |
| 0     | 55 a 59 | 0     |
| 8     | 50 a 54 | 0     |
| 8     | 45 a 49 | 8     |
| 8     | 40 a 44 | 0     |
| 8     | 35 a 39 | 12    |
| 12    | 30 a 34 | 4     |
| 12    | 25 a 29 | 8     |
| 0     | 20 a 24 | 8     |
| 8     | 15 a 19 | 4     |
| 0     | 10 a 14 | 4     |
| 0     | 5 a 9   | 8     |
| 0     | 0 a 4   | 4     |

## Economia
El 2007 la població en edat de treballar era de 134 persones, 96 eren actives i 38 eren inactives. De les 96 persones actives 88 estaven ocupades (52 homes i 36 dones) i 8 estaven aturades (3 homes i 5 dones). De les 38 persones inactives 9 estaven jubilades, 8 estaven estudiant i 21 estaven classificades com a «altres inactius».

### Ingressos
El 2009 a Bergues-sur-Sambre hi havia 86 unitats fiscals que integraven 203 persones, la mediana anual d'ingressos fiscals per persona era de 15.031 €.

### Activitats econòmiques
Dels 8 establiments que hi havia el 2007, 1 era d'una empresa alimentària, 2 d'empreses de fabricació d'altres productes industrials, 1 d'una empresa de construcció, 3 d'empreses de serveis i 1 d'una empresa classificada com a «altres activitats de serveis».
Dels 3 establiments de servei als particulars que hi havia el 2009, 1 era un taller de reparació d'automòbils i de material agrícola, 1 paleta i 1 perruqueria.
L'any 2000 a Bergues-sur-Sambre hi havia 12 explotacions agrícoles.

## Poblacions més properes
El següent diagrama mostra les poblacions més properes.